# ライヴ…イン・ザ・ハート・オブ・ザ・シティ
『ライヴ…イン・ザ・ハート・オブ・ザ・シティ』（Live...in the Heart of the City）は、ホワイトスネイクが1980年に録音・発表したライブ・アルバム。

## 解説
日本で企画・先行発売された『ライヴ・アット・ハマースミス』に続くライブ・アルバム。バンドの母国イギリスでは、『ライヴ・アット・ハマースミス』の内容も含む2枚組LPとしてリリースされた。2007年には、イギリス盤・日本盤ともに『ライヴ・アット・ハマースミス』をディスク2に追加した2枚組CDに統一され、その際、1980年に録音されてシングルとして全英51位に達したヴァージョンの「ハート・オブ・ザ・シティ」が追加されている。
本作のタイトルは、メンバーのニール・マーレイの提案による。

## 収録曲
1. カム・オン - Come On (David Coverdale, Bernie Marsden) - 3:39
2. スウィート・トーカー - Sweet Talker (D. Coverdale, B. Marsden) - 4:15
3. ザ・シャドー・オブ・ザ・ブルース - Walking in the Shadow of the Blues (D. Coverdale, B. Marsden) - 5:02
4. ラヴ・ハンター - Love Hunter (D. Coverdale, Micky Moody, B. Marsden) - 10:41
5. ハート・オブ・ザ・シティ - Ain't No Love in the Heart of the City (Michael Price, Dan Walsh) - 7:21
  - 2007年の再発CDで追加された。
6. フール・フォー・ユア・ラヴィング - Fool for Your Loving (D. Coverdale, M. Moody, B. Marsden) - 7:21
7. エイント・ゴナ・クライ・ノー・モア - Ain't Gonna Cry No More (D. Coverdale, M. Moody) - 6:22
8. レディ・アン・ウィリング - Ready an' Willing (D. Coverdale, M. Moody, Neil Murray, Jon Lord, Ian Paice) - 4:47
9. テイク・ミー・ウィズ・ユー - Take Me with You (D. Coverdale, M. Moody) - 6:48

## 参加ミュージシャン
- デイヴィッド・カヴァデール - ボーカル
- ミッキー・ムーディ - ギター
- バーニー・マースデン - ギター
- ジョン・ロード - キーボード
- ニール・マーレイ - ベース
- イアン・ペイス - ドラムス